# Al-Fajjadijja
Al-Fajjadijja (arab. الفياضية) – wieś w Syrii, w muhafazie Damaszek. W 2004 roku liczyła 785 mieszkańców.